# Kanton Campan
Campan is een voormalig kanton van het Franse departement Hautes-Pyrénées. Het kanton maakte deel uit van het arrondissement Bagnères-de-Bigorre. Het werd opgeheven bij decreet van 25 februari 2014, met uitwerking op 22 maart 2015. Alle gemeenten werden opgenomen in het nieuwe kanton La Haute-Bigorre.

## Gemeenten
Het kanton Campan omvatte de volgende gemeenten:
- Asté
- Beaudéan
- Campan (hoofdplaats)
- Gerde